# Girón (canton)
Girón est un canton d'Équateur situé dans la province d'Azuay.